# ديزو سابو
ديزو سابو (بالمجرية: Szabó Dezső)‏ هو منافس ألعاب قوى مجري، ولد في 4 سبتمبر 1967 في بودابست في المجر.

## وصلات خارجية
- ديزو سابو على موقع الاتحاد الدولي لألعاب القوى (الإنجليزية)
- ديزو سابو على موقع اللجنة الأولمبية الدولية (الإنجليزية)
- ديزو سابو على موقع أوليمبيديا (الإنجليزية)